# کازایاک-کوتوش
کازایاک-کوتوش (انگلیسی: Kazayak-Kutush) یک شهرک در شهرستان ایگلینسکی استان باشقیرستان کشور روسیه است.